# Новые Атаги
Но́вые Атаги́ (чечен. Жима Атагӏа, от «тогӏе» — долина у реки) — село в Шалинском районе Чеченской Республики. Административный центр Ново-Атагинского сельского поселения.

## География

Ново-Атагинское сельское поселение на карте Шалинского района

Село расположено на правом берегу реки Аргун, в 7 км к юго-западу от районного центра — Шали и в 22 км к юго-востоку от города Грозный.
Ближайшие населённые пункты: на севере — село Чечен-Аул, на северо-востоке — село Белгатой, на востоке — Шали, на юго-западе — село Чири-Юрт и на западе за рекой Аргун — село Старые Атаги.

## История

### В древности
На территории села выявлены курганы скифского времени в которых найдены бронзовые артефакты. Памятники исследованы в 1958 году Р. М. Мунчаевым. В собрании Уваровой П. С. хранится бронзовая поясная пряжка скифской эпохи, найденная в Новых Атагах. Она выполнена в форме четырех завитков, к которым присоединена фигурка головы барана. Также на берегу реки Аргун в 1959 году был найден большой клиновидный каменный топор с цилиндрической сверлиной, обушная часть слегка зазубрена, лезвие подшлифовано, сделан из черно-зеленой горной породы, датируется бронзовым веком.

### XVII—XIX века
По преданиям, селение основали представители двух тайпов — беной и гендарганой.
12 февраля 1822 года во время восстания в Чечне в результате ожесточённого штурма, предпринятого русскими войсками под командованием генерала Грекова, село было полностью уничтожено.
Согласно архивным данным, в 1856 году село насчитывало 111 дворов. Новые Атаги быстро разрастались — всего через три года в селе насчитывалось уже 285 дворов. В 1886 году в Чечне прошла первая перепись. Согласно её данным, в Атагах насчитывалось 473 двора, в селе проживало 2202 человека (1084 мужчины и 1084 женщины).

### XX—XXI века
В 1912 году в селе была построена существующая до сих пор главная мечеть. В 1937 году она была закрыта под лозунгами борьбы с религией. Но затем, под давлением протестов населения, она была открыта вновь. После Великой Отечественной войны в мечети был оборудован склад зерна. Мечеть была вновь открыта для посещения в октябре 1979 года.
С 1944 по 1958 года, в период выселения чеченцев и упразднения Чечено-Ингушской АССР, село носило название Майское.
Во время первой и второй чеченских войн село сильно пострадало. 17 декабря 1996 года боевиками в селе были убиты 6 представителей размещённой здесь миссии Красного Креста.
В 2012 году в селе был установлен мемориал погибшим и пропавшим без вести участникам Великой Отечественной войны. На обелиске высечены 143 фамилии.

## Население
| 1979    | 1990    | 2002  | 2010  | 2012  | 2013  | 2014    |
| ------- | ------- | ----- | ----- | ----- | ----- | ------- |
| 5413    | ↗6007   | ↗8741 | ↘8728 | ↗8889 | ↗9068 | ↗9174   |
| 2015    | 2016    | 2017  | 2018  | 2019  | 2020  | 2021    |
| ↗9362   | ↗9441   | ↗9500 | ↗9610 | ↗9663 | ↗9738 | ↗10 203 |
| 2023    | 2024    |       |       |       |       |         |
| ↗10 339 | ↗10 518 |       |       |       |       |         |

Национальный состав
По данным Всероссийской переписи населения 2010 года:
| Народ   | Численность, чел. | Доля от всего населения, % |
| ------- | ----------------- | -------------------------- |
| чеченцы | 10380             | 99,67 %                    |
| русские | 5                 | 0,05 %                     |
| ногайцы | 2                 | 0,02%                      |
| другие  | 3                 | 0,03%                      |
| всего   | 10390             | 100,00 %                   |

## Образование
- Новоатагинская муниципальная основная общеобразовательная школа.
- Новоатагинская муниципальная средняя общеобразовательная школа — интернат 10.
- Новоатагинская муниципальная средняя общеобразовательная школа № 1.
- Новоатагинская муниципальная средняя общеобразовательная школа № 2.